# Immortality
Immortality est un jeu vidéo de type film interactif (FMV) développé par Sam Barlow et publié par Half Mermaid Productions, sorti sur Android, iOS, macOS, Windows et Xbox Series X/S le 30 août 2022.

## Système de jeu
Le jeu est centré sur l'actrice fictive Marissa Marcel qui a joué dans trois films, dont aucun n'est jamais sorti. Marcel a depuis disparu, créant un mystère à résoudre pour le joueur. De la même manière que les œuvres précédentes de Barlow Her Story et Telling Lies, Immortality incorpore l'utilisation du full motion video pour que le joueur reconstitue le destin de Marcel. Le joueur commence par un extrait de l'un des trois films, et le joueur peut faire une pause et cliquer sur une personne ou un élément qui l'intéresse. Le jeu montrera ensuite tous les autres clips des trois films, ainsi que des séquences de production en coulisses et des clips télévisés et d'interview, que le joueur peut revoir pour rechercher d'autres personnes ou objets.

## Développement
Barlow avait annoncé Immortality comme "Projet Ambrosio" en 2020 et avait blogué sur son développement au cours de l'année. Son écriture suggérait que le jeu pourrait avoir une nature plus horrifique que ses jeux précédents, ainsi que plusieurs passages marqués comme s'il s'agissait d'informations classifiées ou expurgées,. Barlow a fait appel à trois scénaristes supplémentaires pour le jeu : Allan Scott, Amelia Gray (en) et Barry Gifford. Le jeu a été officiellement annoncé lors de l'E3 2021 en juin de la même année pour Microsoft Windows, iOS et Android. En mars 2022, Half Mermaid Productions a annoncé qu'une version pour Xbox Series X/S serait également disponible au lancement. Lors du PC Gaming Show 2022, il a été annoncé que le jeu sortirait le 26 juillet 2022, mais a ensuite été reporté au 30 août 2022,. En début d'année 2024, une version PlayStation 5 est annoncé pour sortir le 23 janvier 2024.
Pratique héritée des plateaux de cinéma ou de télévision, le tournage en capture de mouvement fait notamment appel à des coordinateurs d'intimité pour guider la direction d'acteurs lors des scènes érotiques.

## Accueil

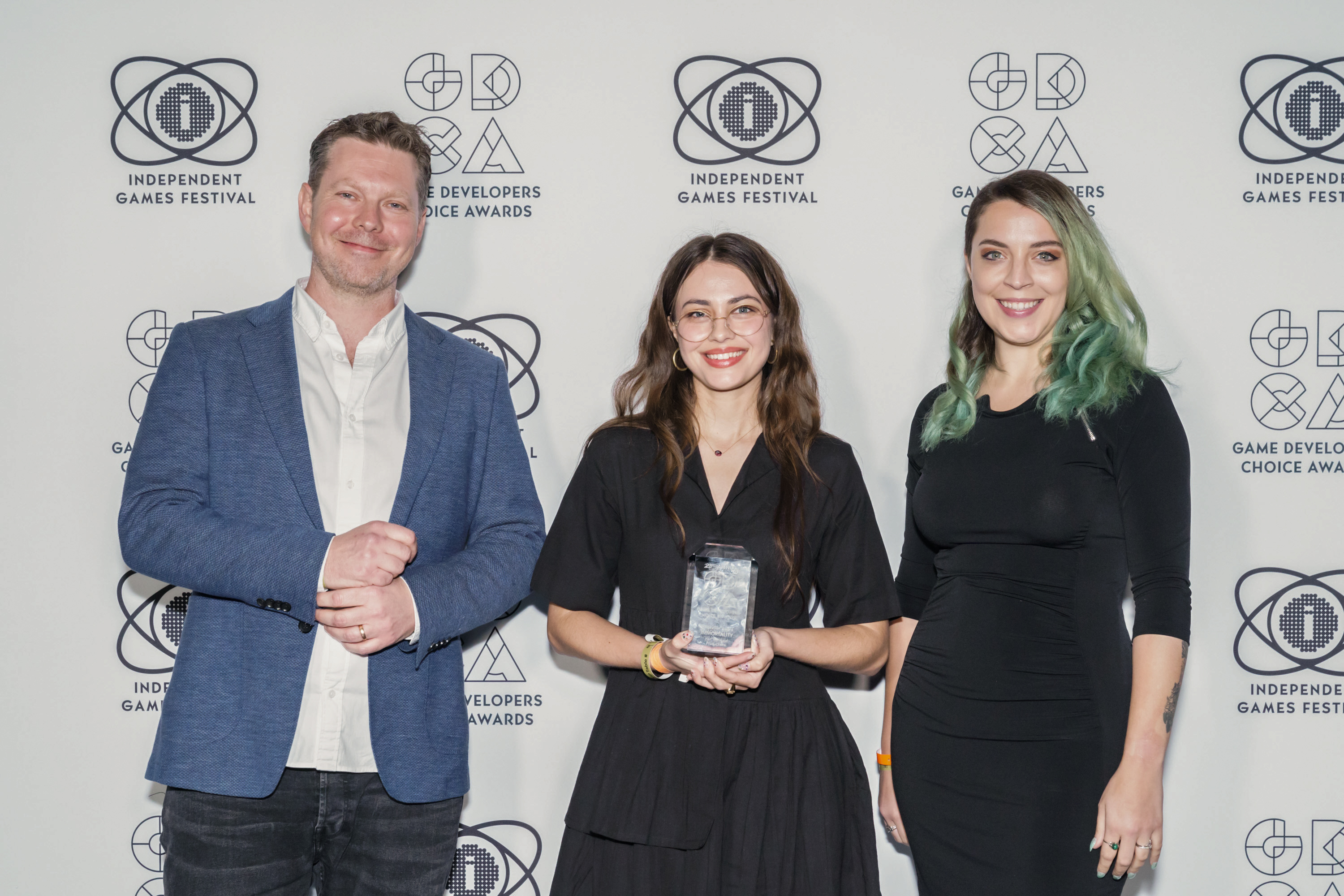
Les développeurs Sam Barlow, Natalie Watson et Connor Carson recevant le prix de l'innovation en mars 2023 aux Game Developers Choice Awards.

### Critiques
Sur Metacritic, le jeu a reçu une note moyenne de 88/100 sur PC et 88/100 sur Xbox Series,.
Dans un test paru avant la fin de l'embargo en raison de son format d'impression, Edge a attribué à Immortality un score parfait de 10/10, le 24e jeu de son histoire à le faire.
Jeuxvideo.com ont quant à eux attribué la note de 17/20, "Mystique, captivante, Marissa est le sujet principal d'une œuvre d'une consistance scénaristique absolument remarquable [...]".

### Récompenses
| Année | Prix                        | Catégorie                                                         | Résultat   |
| ----- | --------------------------- | ----------------------------------------------------------------- | ---------- |
| 2022  | Golden Joystick Awards 2022 | Meilleur interprète (Manon Gage)                                  | Lauréat    |
| 2022  | Golden Joystick Awards 2022 | Meilleure narration                                               | Nomination |
| 2022  | Golden Joystick Awards 2022 | Jeu ultime de l'année                                             | Nomination |
| 2022  | The Game Awards 2022        | Meilleure direction de jeu                                        | Nomination |
| 2022  | The Game Awards 2022        | Meilleure narration                                               | Nomination |
| 2022  | The Game Awards 2022        | Meilleure performance (Manon Gage)                                | Nomination |
| 2023  | DICE Awards 2023            | Réalisation exceptionnelle pour un jeu indépendant                | Nomination |
| 2023  | DICE Awards 2023            | Réalisation exceptionnelle en direction artistique                | Nomination |
| 2023  | DICE Awards 2023            | Réalisation exceptionnelle en narration                           | Nomination |
| 2023  | DICE Awards 2023            | Jeu mobile de l'année                                             | Nomination |
| 2023  | BAFTA Games Awards 2023     | Meilleure narration                                               | Lauréat    |
| 2023  | BAFTA Games Awards 2023     | Meilleure direction artistique                                    | Nomination |
| 2023  | BAFTA Games Awards 2023     | Meilleure performance dans un rôle principal (pour Manon Gage)    | Nomination |
| 2023  | BAFTA Games Awards 2023     | Meilleure performance dans un second rôle (pour Charlotta Mohlin) | Nomination |
| 2023  | BAFTA Games Awards 2023     | Meilleure innovation technique                                    | Nomination |
| 2023  | BAFTA Games Awards 2023     | Jeu de l'année                                                    | Nomination |